# 美麗誘惑
《美麗誘惑》（英文：A Good Woman）是2004年美國上映的電影。本片是根據英國作家王爾德的小說《溫夫人的扇子》改編拍攝的電影。
1930年代的紐約，專釣大鱷金龜的艾蓮剛剛又完結一段關係，花光手上所有金錢後決定轉戰意大利，打一班歐洲富豪的主意。雖然年輕不再，但是風韻猶存。剛好一對社交貴族夫婦羅拔與梅格來到意大利渡假，本來恩愛的年輕夫婦遇著狡猾多計的艾蓮，登時情海起風暴。流言蜚語立刻傳到妻子梅格耳邊，醋意大發的梅格不甘示弱，準備對丈夫伺機復仇，最後神推鬼擁下竟然跟仰慕自己已久的花花公子達令敦伯爵私奔遠走。殊不知丈夫所做的一切都是為了保守一個關乎妻子聲名的驚人秘密。

## 主要演員
- 海倫·杭特 飾演 艾琳夫人
- 史嘉蕾·喬韓森 飾 演美琪·溫米爾
- 湯姆·威金森 飾演 奧古斯都伯爵
- 馬克·坎巴斯 飾演 羅伯·溫米爾

## 拍摄地点
该片的拍摄地点包括意大利南部坎帕尼亚大区富豪们挥金如土的海滨城镇阿马尔菲、阿特拉尼、拉韦洛（均属于阿马尔菲海岸）以及索伦托。

## 外部連結
- 互联网电影数据库（IMDb）上《美麗誘惑》的资料（英文）